# علي بير ولي مومن (قلعة خواجة)
علي بير ولي مومن (بالفارسية: عالی‌پیر و علی‌مومن) هي منطقة سكنية تقع في إيران في قسم قلعة خواجة الريفي. يقدر عدد سكانها بـ 156 نسمة .